# Regione di Sviluppo Orientale
La Regione di Sviluppo Orientale (nepalese: पुर्वाञ्चल, trasl. Purvāñcala) era una regione di sviluppo del Nepal di 5.344.476 abitanti (2001), che aveva come capoluogo Dhanakuta. 
Come tutte le regioni di sviluppo è stata soppressa nel 2015; il suo territorio ora fa parte delle province di Koshi e di Madhesh.

## Geografia antropica

### Suddivisioni amministrative
La regione è suddivisa in 3 Zone (per un totale di 15 distretti):
- Zona di Kosi, raggruppante i 6 distretti di:
  - Bhojpur,
  - Dhankuta,
  - Morang,
  - Sankhuwasabha,
  - Sunsari,
  - Terhathum;
- Zona di Mechi, raggruppante i 4 distretti di:
  - Ilam,
  - Jhapa,
  - Panchthar,
  - Taplejung;
- Zona di Sagarmatha, raggruppante i 6 distretti di:
  - Khotang,
  - Okhaldhunga,
  - Saptari,
  - Siraha,
  - Solukhumbu,
  - Udayapur.